# Calyptotheca pyriformis
Calyptotheca pyriformis is een mosdiertjessoort uit de familie van de Lanceoporidae. De wetenschappelijke naam van de soort is, als Metroperiella pyriformis, voor het eerst geldig gepubliceerd in 1957 door Harmer.